# Plymouth Arrow
Beim Plymouth Arrow handelte es sich um ein von 1976 bis 1980 in den USA verkauftes Fließheck-Coupé mit Hinterradantrieb auf Basis des Mitsubishi Celeste. In Kanada wurde das Modell als Dodge Arrow unter dem Dodge-Markenzeichen vertrieben.

## Übersicht
Nachdem der Plymouth Cricket wegen Erfolglosigkeit eingestellt worden war, wollte Chrysler unter dem Markennamen Plymouth einen neuen Kleinwagen anbieten. Mitsubishi exportierte zu jener Zeit noch nicht in Eigenregie Autos nach Nordamerika und war bereits geschäftlich mit dem Chrysler-Konzern dank der Dodge-Colt-Kooperation verbunden. Doch Dodge fürchtete um seine Marktanteile, wenn es den Colt mit Plymouth teilen müsste. Aus diesem Grund wich man für Plymouth auf den Mitsubishi Celeste aus.
Wie die meisten Mitsubishis dieser Zeit, setzte auch der Celeste – und damit auch der Plymouth Arrow – auf MacPherson-Federbeine vorne, sowie eine angetriebene Starrachse hinten. Angeboten wurde ein Grundmodell und eine reichhaltiger ausgestattete GT-Variante, ab Modelljahr 1977 auch ein dazwischen liegender GS. Den Antrieb übernahmen ein 1,6-Liter-Vierzylinder mit 77 bhp (57 kW) oder ein Zweiliter-Vierzylinder mit Ausgleichswellen und 93 bhp (69 kW), ab 1979 im neuen Sportmodell Fire Arrow auch ein 2,6 Liter großer Vierzylinder mit 105 bhp (78 kW), gekoppelt jeweils mit Vier- (1,6 Liter) oder Fünfganggetriebe oder einer Dreigangautomatik.
In fünf Jahren wurden vom Plymouth Arrow in allen Versionen rund 144.000 Stück verkauft.
Von 1979 bis 1982 gab es außerdem noch den Plymouth Arrow Truck auf Basis des ersten Mitsubishi L200.

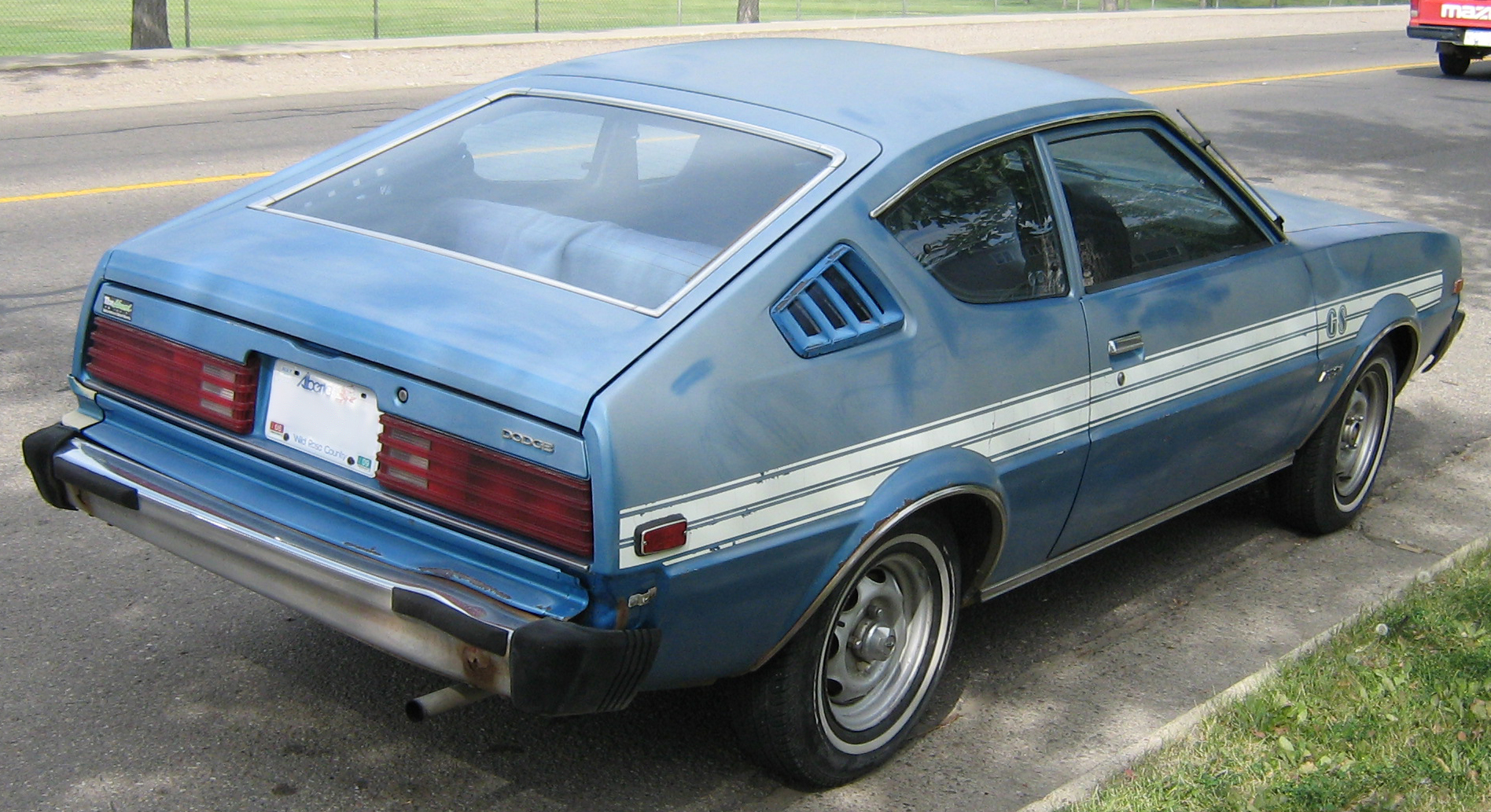
Heckansicht

## Quelle
- Covello, Mike: Standard Catalog of Imported Cars 1946–2002. Krause Publications, Iola 2002. ISBN 0-87341-605-8.